# Johann Philipp Christian Schulz
Johann Philipp Christian Schulz (* 24. September 1773 in Langensalza; † 30. Januar 1827 in Leipzig) war ein deutscher Komponist und von 1810 bis 1827 Gewandhauskapellmeister.

## Leben
Schulz ging auf die Leipziger Thomasschule, wo er auch seine musikalische Ausbildung erhielt, unter anderem durch den damaligen Thomaskantor und Gewandhauskapellmeister Johann Gottfried Schicht.
Ab 1800 leitete er das Orchester der Franz Seconda’schen Gesellschaft. 1810 wurde er Schichts Nachfolger im Gewandhaus und verblieb bis zu seinem Tod in diesem Amt.

## Werk
Als Komponist schrieb Schulz u. a. Ouvertüren, Zwischenmusiken, Chöre, Gesänge, Romanzen und Märsche zu Theaterstücken, etwa zu „Die Jungfrau von Orléans“, „Faust“ und „Wallenstein“. Außerdem schuf er Kanzonetten, Jägerlieder mit Waldhörnerbegleitung und vertonte einige Volkslieder.